# Лебедев, Дмитрий Александрович (спортсмен)
Дмитрий Александрович Лебедев (род. 8 сентября 1982, Курган) — российский самбист, чемпион и призёр чемпионатов России, чемпион Европы, призёр чемпионата мира, чемпион Азии, Заслуженный мастер спорта России. Посол проекта «Самбо в школу» Всероссийской федерации самбо. Живёт в Екатеринбурге.

## Биография
Дмитрий Александрович Лебедев родился 8 сентября 1982 года в городе Кургане Курганской области. Его отец Александр Витальевич играл в футбол, а мать Любовь Анатольевна была мастером спорта по настольному теннису и призером России по этому виду спорта. Вместе с братом-близнецом Ильёй Дмитрий с пяти лет начал заниматься настольным теннисом.
Начал заниматься спортом в 1989 году в секции самбо спортивного общества «Динамо» города Кургана у тренера В.Г. Стенникова. Тренировался под руководством тренеров-преподавателей В.Г. Стенникова и А.Н. Мельникова. В 1997 году стал победителем, а в 1998 году бронзовым призером первенств России среди юношей.
После окончания школы в 2000 году переехал в город Верхняя Пышма и поступил на физкультурный факультет УГТУ-УПИ г. Екатеринбурга.
С 2001 года проходит службу в Вооруженных Силах по контракту.
В 2002 году стал победителем первенства Азии среди молодежи и бронзовым призером первенства России среди юниоров. В 2003 году — серебряный призер чемпионата России среди молодежи. На Чемпионате мира по самбо 2005 года занял 5-е место.
Окончил факультет физкультуры Шадринского государственного педагогического института.
На Чемпионате России по самбо 2011 года занял 17—20 место. На Чемпионате России по самбо 2013 года занял 9—12 место.

## Спортивные достижения
- Обладатель Кубка Мира 2010 года
- Бронзовый призер Кубка Мира 2009 года
- Чемпион Европы 2004 года в Литве, 2008 года в Грузии, 2009 года в Италии.
- Бронзовый призер чемпионата Европы 2007 года в Болгарии
- Чемпион Азии 2006 года в Киргизии, 2007 года в Узбекистане
- Победитель первенства Азии среди юниоров 2002 года в Ташкенте (Узбекистан)
- Чемпионат России по самбо 2004 года — ;
- Чемпионат России по самбо 2005 года — ;
- Чемпионат России по самбо 2007 года — ;
- Чемпионат России по самбо 2008 года — ;
- Чемпионат России по самбо 2009 года — ;
- Чемпионат России по самбо 2010 года — ;

## Награды и звания
- Звание «Мастер спорта России международного класса» присвоено в 2004 году.
- Звание «Заслуженный мастер спорта России» присвоено в 2011 году.

## Семья
Брат-близнец Илья Лебедев также известный самбист. Дмитрий старше Ильи на 15 минут. Хотя братья находятся в одной весовой категории, схваток между ними нет ни на тренировках, ни на соревнованиях.